# FK Dinamo Vladivostok
FK Dinamo Vladivostok (Russisch: ФК «Динамо» Владивосток) is een Russische voetbalclub uit de stad Vladivostok, in het Verre Oosten. Hoewel de geschiedenis terug gaat naar 1944, werd Dinamo in 2021 heropgericht. De traditionele kleuren zijn blauw en wit.

## Geschiedenis
Na het faillissement van FK Loetsj in 2020 had de stad Vladivostok in het uiterste oosten van Rusland geen vertegenwoordigend elftal meer. Een jaar later werd Dinamo heropgericht. Het kreeg meteen een licentie om aan te treden op het derde niveau.